# Pannegia
De Pannegia  was een Grieks cementschip dat op 25 mei 1956 betrokken raakte bij een al jaren slepend conflict tussen Egypte en Israël met betrekking tot het Suezkanaal, of liever, met betrekking tot het uitroepen van Israël. Egypte erkende Israël niet, en zag het gebied als een grote bedreiging voor de eigen machtspositie in het Midden-Oosten. Het systematisch tegenhouden, doorzoeken en gijzelen van schepen, met bemanning, die door het kanaal op weg waren naar Israël, of onder Israëlische vlag voeren, was een 'normale' gang van zaken vanaf 1950. Op deze manier probeerde de V.A.R. Israël te dwarsbomen en daarnaast de Fransen en Britten, die het kanaal exploiteerden, een hak te zetten.
Het Griekse schip was 25 mei 1956 met 520 ton cement onderweg van de Israëlische havenstad Haifa naar Eilat toen het bij het Suezkanaal werd tegengehouden en gegijzeld. Ook de bemanning, waaronder kapitein Koutales Costa werd vastgehouden. Hen werd de toegang tot vaste grond ruim drie maanden lang ontzegd, ondanks de steeds slechter wordende situatie aan boord van het schip. Een gebrek aan drinkwater en slechte hygiëne leidden tot het uitbreken van ziektes. De situatie kwam slechts zijdelings aan bod binnen de VN veiligheidsraad. Op 13 oktober 1956 legde de Israëlische ambassadeur, Abba Eban een verklaring af voor de veiligheidsraad, waarin hij wees op het recht van vrije doorgang, zoals afgesproken tijdens de Conventie van Constantinopel van 2 maart 1888 (geëffectueerd december 1888).
De gijzeling kan worden gezien als de katalysator in de Suezcrisis, waarna een oorlog uitbrak tussen Israël, Frankrijk en Groot-Brittannië enerzijds, en Egypte anderzijds. De Pannegia en bemanning werden uiteindelijk vrijgelaten en een staakt-het-vuren werd bereikt op 5 november.